# Typhlops eperopeus
Espèce
Typhlops eperopeus est une espèce de serpents de la famille des Typhlopidae. 

## Répartition
Cette espèce est endémique de la République dominicaine. Elle se rencontre dans les provinces de Barahona et d'Independencia, de la valle de Neiba à la sierra de Baoruco du niveau de la mer à 700 m d'altitude.

## Publication originale
- Thomas & Hedges, 2007 : Eleven new species of snakes of the genus Typhlops (Serpentes: Typhlopidae) from Hispaniola and Cuba. Zootaxa, no 1400, p. 1-26.